# Liste der Baudenkmäler in Seehausen am Staffelsee
Auf dieser Seite sind die Baudenkmäler in der oberbayerischen Gemeinde Seehausen am Staffelsee zusammengestellt. Diese Tabelle ist eine Teilliste der Liste der Baudenkmäler in Bayern. Grundlage ist die Bayerische Denkmalliste, die auf Basis des Bayerischen Denkmalschutzgesetzes vom 1. Oktober 1973 erstmals erstellt wurde und seither durch das Bayerische Landesamt für Denkmalpflege geführt wird. Die folgenden Angaben ersetzen nicht die rechtsverbindliche Auskunft der Denkmalschutzbehörde.
 Die Liste gibt den Fortschreibungsstand vom 14. Dezember 2016 wieder und umfasst 21 Baudenkmäler.

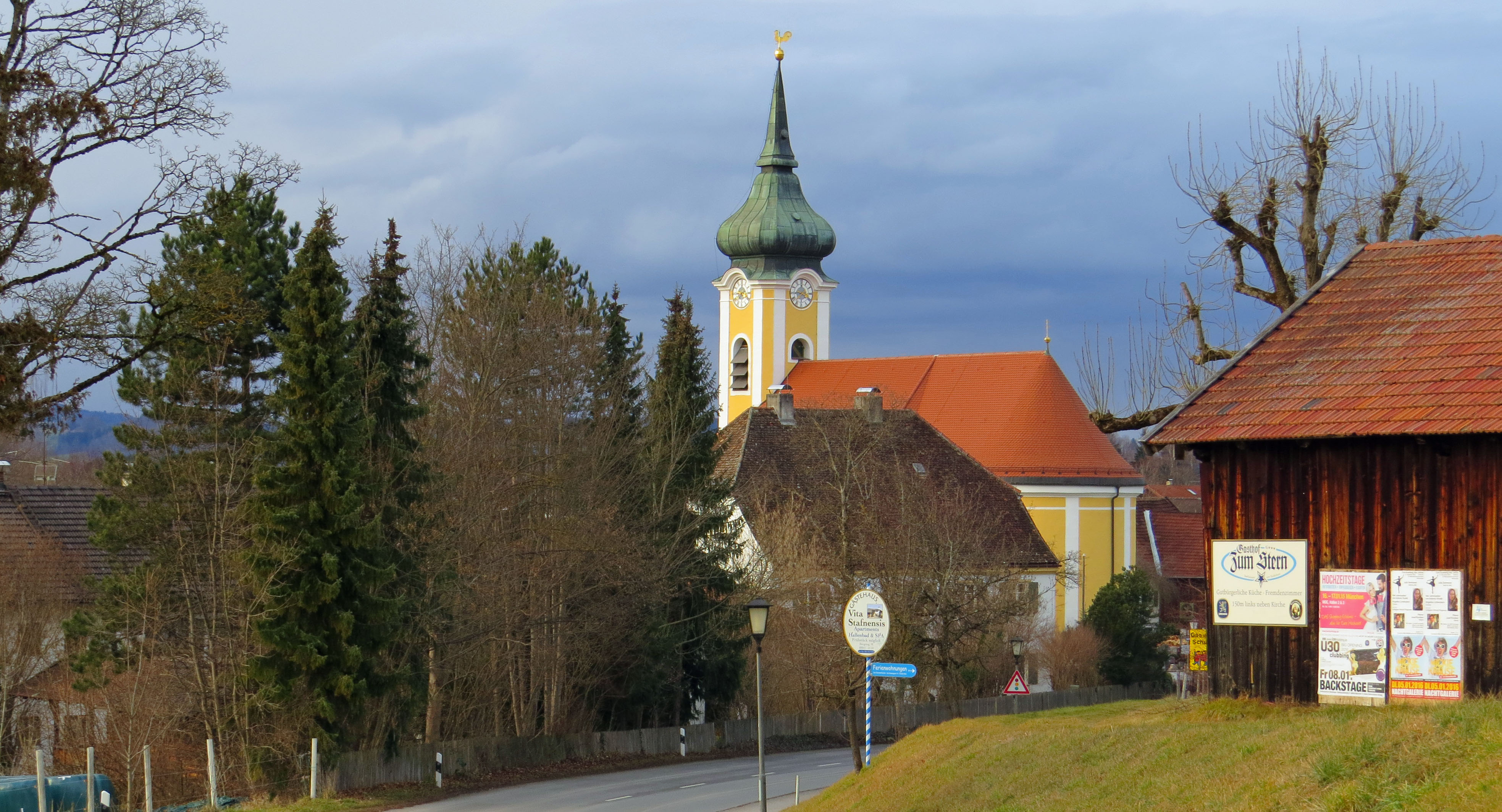
Blick auf den Pfarrhof und St. Michael in Seehausen

## Baudenkmäler nach Ortsteilen

### Seehausen
| Lage                         | Objekt                              | Beschreibung | Akten-Nr.               | Bild                       |
| ---------------------------- | ----------------------------------- | --- | ----------------------- | -------------------------- |
| Am Strandbad 9 (Standort)    | Bildstock                           | Kleines Satteldachhaus mit Nepomuk-Figur, zweite Hälfte 18. Jahrhundert; mit Ausstattung.                                               | D-1-80-132-12           | Bildstock                  |
| Dorfstraße 2 (Standort)      | Gasthaus zum Stern                  | Zweigeschossiger Flachsatteldachbau mit verbrettertem Giebelfeld, im Kern letztes Viertel 18. Jahrhundert.                              | D-1-80-132-2            | Gasthaus zum Stern         |
| Dorfstraße 6 (Standort)      | Ehemaliges Kleinbauernhaus          | Zweigeschossiger Flachsatteldachbau mit Zierbund, Laube, Wandbild und traufseitiger Hochtenne, drittes Viertel 18. Jahrhundert.         | D-1-80-132-3            | weitere Bilder             |
| Dorfstraße 8 (Standort)      | Ehemaliges Bauernhaus               | Zweigeschossiger Flachsatteldachbau mit Giebelluken und barocker Fassadenmalerei, um 1770; mit Hausmaria (heute im Inneren).            | D-1-80-132-4            | Ehemaliges Bauernhaus      |
| Dorfstraße 13 1/2 (Standort) | Wohnhaus                            | Zweigeschossiger schmaler Halbwalmdachbau mit Putzgliederung, gegen Mitte 19. Jahrhundert.                                              | D-1-80-132-5            | Wohnhaus                   |
| Dorfstraße 15 (Standort)     | Ehemaliges Kleinbauernhaus          | Flachsatteldachbau mit teilweise verbrettertem Blockbau-Obergeschoss, dreiseitig umlaufender Laube und Zierbund, Mitte 18. Jahrhundert. | D-1-80-132-6            | Ehemaliges Kleinbauernhaus |
| Dorfstraße 20 (Standort)     | Steinrelief                         | Kreuzigungsdarstellung über der Haustür, erste Hälfte 15. Jahrhundert.                                                                  | D-1-80-132-8            | BW                         |
| Dorfstraße 43 (Standort)     | Bauernhaus                          | Dreigeschossiger Flachsatteldachbau mit verbrettertem Giebelfeld, zweite Hälfte 18. Jahrhundert.                                        | D-1-80-132-10           | Bauernhaus                 |
| Seestraße 1 (Standort)       | Pfarrhaus                           | Zweigeschossiger Halbwalmdachbau mit profiliertem Traufgesims und Giebeltür, Kern 1776, sonst Mitte 19. Jahrhundert.                    | D-1-80-132-11           | Pfarrhaus                  |
| Seestraße 1 (Standort)       | Pfarrstadel                         | Unverputzter Tuffquaderbau mit Flachsatteldach, Mitte 19. Jahrhundert.                                                                  | D-1-80-132-11 zugehörig | Pfarrstadel                |
| Seestraße 2 (Standort)       | Katholische Pfarrkirche St. Michael | Zentralisierter spätbarocker Saalbau mit eingezogenem Chor und Westturm, von Leonhard Matthäus Gießl, 1774–76; mit Ausstattung.         | D-1-80-132-1            | weitere Bilder             |

### Rieden
| Lage                 | Objekt                                      | Beschreibung | Akten-Nr.               | Bild           |
| -------------------- | ------------------------------------------- | --- | ----------------------- | -------------- |
| Rieden 1 (Standort)  | Schloss Rieden                              | Zweigeschossiger neubarocker Walmdachbau mit südlichem Halbwalm, Zwiebel-Ecktürmen, mächtigem Dachreiter und Putzgliederung, im Kern 18. Jahrhundert, 1887 umgebaut.          | D-1-80-132-15           | weitere Bilder |
| Rieden 7 (Standort)  | Getreidekasten                              | Obergeschossiger Blockbau, 17. Jahrhundert, Überbau später. | D-1-80-132-16           | BW             |
| Rieden 9 (Standort)  | Getreidekasten                              | Eingebauter Tennkasten in Blockbauweise, 1856. | D-1-80-132-17           | BW             |
| Rieden 11 (Standort) | Bauernhaus                                  | Flachsatteldachbau mit verputztem Blockbau-Obergeschoss, Zierbund und traufseitiger Laube, 17./18. Jahrhundert.                                                               | D-1-80-132-18           | BW             |
| Rieden 12 (Standort) | Getreidekasten                              | Obergeschossiger Blockbau, 18. Jahrhundert, Überbau später. | D-1-80-132-19           | BW             |
| Rieden 13 (Standort) | Katholische Filialkirche St. Peter und Paul | Gotischer Saalbau mit querrechteckigem Chor und Zwiebel-Dachreiter, erste Hälfte 15. Jahrhundert, zweite Hälfte 17. Jahrhundert verlängert und barockisiert; mit Ausstattung. | D-1-80-132-13           | weitere Bilder |
| Rieden 13 (Standort) | Friedhofsmauer                              | Verputzte Natursteinmauer, 17./18. Jahrhundert. | D-1-80-132-13 zugehörig | BW             |

### Riedhausen
| Lage                          | Objekt                                 | Beschreibung | Akten-Nr.     | Bild                  |
| ----------------------------- | -------------------------------------- | --- | ------------- | --------------------- |
| Kapellenweg 1 (Standort)      | Katholische Filialkirche St. Mauritius | Gotischer flachgedeckter Saalraum mit eingezogenem Chor und östlichem Zwiebelturm, zweite Hälfte 14. Jahrhundert; mit Ausstattung. | D-1-80-132-20 | weitere Bilder        |
| Seehauser Straße 9 (Standort) | Ehemaliges Bauernhaus                  | Zweigeschossiger Flachsatteldach mit verbrettertem Giebelfeld und Traufbundwerk, im Kern Ende 18. Jahrhundert.                     | D-1-80-132-21 | Ehemaliges Bauernhaus |

### Seeleiten
| Lage                   | Objekt                    | Beschreibung | Akten-Nr.               | Bild                      |
| ---------------------- | ------------------------- | --- | ----------------------- | ------------------------- |
| Seeleiten 1 (Standort) | Schloss Seeleiten         | Von Emanuel von Seidl, 1903/04, 1984–89 Umbau zur Eigentumswohnanlage. Das Herrenhaus ist ein zweigeschossiger kubischer Zeltdachbau mit Eckerker, Giebelrisalit, hohem rundem Eckturm und zurückgesetztem Walmdach-Längsbau in barockisierenden Jugendstilformen. Für das sogenannte „Kavaliershaus“ des Schlosses siehe Baudenkmäler in Murnau/Oberried. | D-1-80-132-22           | Schloss Seeleiten         |
| Seeleiten 2 (Standort) | Gäste- und Kutscherhaus   | Zweigeschossiger Walmdachbau mit Stall, ehemals nördlicher Kegelbahn und erdgeschossigem Laubengang zum Herrenhaus. | D-1-80-132-22 zugehörig | Gäste- und Kutscherhaus   |
| Seeleiten 3 (Standort) | Torbau mit Remisengebäude | Zweigeschossiger Walmdach-Torbau mit Dachreiter, korbbogiger Durchfahrt und zweigeschossigen Satteldachtrakt mit Zwerchhäusern. | D-1-80-132-22 zugehörig | Torbau mit Remisengebäude |

### Wörth
| Lage               | Objekt              | Beschreibung | Akten-Nr.               | Bild            |
| ------------------ | ------------------- | --- | ----------------------- | --------------- |
| Wörth 1 (Standort) | Gutshof             | Von Georg von Hauberrisser, Anfang 20. Jahrhundert; Herrenhaus, zweigeschossiger mehrflügeliger Flachsatteldachbau in historisierenden Formen mit Zwiebel-Ecktürmen, mittigem Giebelrisalit und Putzgliederung. | D-1-80-132-24           | weitere Bilder  |
| Wörth 1 (Standort) | Ökonomiegebäude     | Zweigeschossiger Flachsatteldachbau mit traufseitiger Laube. | D-1-80-132-24 zugehörig | Ökonomiegebäude |
| Wörth 2 (Standort) | Kapelle St. Simpert | Kleiner neuromanischer Satteldachbau mit Giebelreiter, 1838; mit Ausstattung. | D-1-80-132-23           | weitere Bilder  |

## Ehemalige Baudenkmäler
In diesem Abschnitt sind Objekte aufgeführt, die früher einmal in der Denkmalliste eingetragen waren, jetzt aber nicht mehr. Objekte, die in anderem Zusammenhang also z. B. als Teil eines Baudenkmals weiter eingetragen sind, sollen hier nicht aufgeführt werden. Aktennummern in diesem Abschnitt sind ehemalige, jetzt nicht mehr gültige Aktennummern. 

| Lage                                 | Objekt                     | Beschreibung                                                                                                   | Akten-Nr.     | Bild |
| ------------------------------------ | -------------------------- | --- | ------------- | ---- |
| Seehausen Dorfstraße 16 a (Standort) | Ehemaliges Kleinbauernhaus | Zweigeschossiger verputzter Blockbau mit Flachsatteldach, Zierbund und Fassadenmalerei, Mitte 18. Jahrhundert. | D-1-80-132-7  | BW   |
| Rieden Rieden 7 (Standort)           | Bauernhaus                 | Mit Traufbundwerk, Anfang 19. Jahrhundert.                                                                     | D-1-80-132-16 | BW   |